# Hyoscyameae
Hyoscyameae, tribus otrovnog bilja iz porodice krumpirovki ili pomoćnica. Sastoji se od 7 rodova raširenih po Starom svijetu. Vrsta Hyoscyamus leptocalyx, nekada je bila uključivana u vlastiti monotipski rod Archihyoscyamus.

## Rodovi
1. Atropa L. (5 spp.)
2. Anisodus Link (4 spp.)
3. Hyoscyamus L. (32 spp.)
4. Atropanthe Pascher (1 sp.)
5. Przewalskia Maxim. (2 spp.)
6. Scopolia Jacq. (2 spp.)
7. Physochlaina G. Don (10 spp.)

- Subtribus neopisan

1. Exodeconus Raf. (6 spp.)

- Subtribus Mandragorinae Kitt.

1. Mandragora L. (3 spp.)